# Magnapinnidae
Los magnapinna son una familia de moluscos cefalópodos, con un único género, Magnapinna. Son calamares gigantes de más de siete metros, detectados en varios océanos. También hay una familia recientemente identificada de la que se conocían sólo ejemplares muy jóvenes, pero de menor tamaño.

## Sistemática

### Historia taxonómica
La familia Magnapinnidae fue descrita originalmente por los estadounidenses Michael Vecchione y Richard E. Young en 1998 con base en tres ejemplares. Uno de estos tres ejemplares ya había sido estudiado anteriormente por Richard E. Young en 1991, pero sin describirlo formalmente como una nueva especie o asignarle un nombre científico, llamándolo simplemente como bigfin (en español, "gran aleta"). Sin embargo, Young propuso que se trataba de un representante de una familia de cefalópodos aún desconocida.
Por monotipia, la especie tipo asignada fue M. pacifica, dejando sin asignar a una especie el ejemplar estudiado por Young, proponiendo que posiblemente no era conespecífico con la nueva especie descrita.
Posteriormente, en 2006, Vecchione y Young describieron una nueva especie llamándola M. atlantica. Además, trasladaron a la especie Mastigoteuthis talismani al género Magnapinna. y describieron una nueva especie pero sin asignarle un nombre científico dado el estado deteriorado del ejemplar.

### Etimología
El nombre, tanto del género como de la familia, deriva de los vocablos en latín magna (en español, "grande") y pinna (en español, "aleta"). El nombre es una traducción literal de bigfin, el nombre que recibió el ejemplar estudiado por Young en 1991.

### Taxonomía
Familia Magnapinnidae
- Género Magnapinn
  - Magnapinna atlantica Vecchione y Young, 2006
  - Magnapinna pacifica Vecchione y Young, 1998
  - Magnapinna talismani (Fischer y Joubin, 1907)